# Csádi nyelvek
A csádi nyelvek olyan afroázsiai nyelvek, amelyeket a Száhel egyes területein beszélnek. Mintegy 150 nyelvről van szó. Ezeket Nigéria északi részén,  Niger déli részén, Csád déli részén és Kamerun északi részén beszéli mintegy 20 millió ember. Messze a legfontosabb csádi nyelv a hausza, amelyet Nyugat-Afrika egyes részein közvetítő nyelvként is használnak.

## Felosztás
Newman (1977) a csádi nyelveket négy csoportba osztotta.
- Nyugati csádi nyelvek:

(A) a Hausza nyelv, a Ron nyelvek, a Bole-Tangale nyelvek és az Angasz-Szura nyelvek; és
(B) a Bade nyelvek, a Zár nyelvek és a Vardzsi nyelv.
- Középső csádi, más néven Biu–Mandara nyelvek:

(A) a Bura nyelv, a Kamwe nyelv és a Bata nyelv;
(B) a Buduma nyelv és a Muzgu nyelv; és
(C) a Gidar nyelv.
- Keleti csádi nyelvek:

(A) a Tumak nyelv, a Nancsere nyelv és a Kera nyelv; és
(B) a Dangaléat nyelv, a Mukulu nyelv és a Szokoró nyelv.
- Masza nyelvek.

## Közös szókincs
A csádi nyelvek szókincse nagyon eltérő, sokkal inkább, mint pl. azt a sémi nyelvek esetében tapasztalhatjuk. Ugyanakkor számos szó visszatér, s ezek alapján Newman (1977)  még egy ún. proto-csádi szójegyzéket is megpróbált összeállítani. Számos nyelvben megtalálható pl. az "am" elem, ami vizet jelent, vagy a "bedi" elem, ami éjszakát jelent, vagy a "dam" elem, ami vért jelent, vagy a "fade" elem, ami négyet jelent, vagy a "fati" elem, ami napot jelent, vagy a "lisz" elem, ami nyelvet jelent, vagy a "mete" elem, ami halált jelent, vagy a "szemi" elem, ami fület jelent, vagy a "tera" elem, ami holdat jelent.
Érdekesség, hogy a "dam", a "lisz" ("liszan") és a "mete" a sémi nyelvekben is megtalálható.